# Kampanie PPC
Uzasadnienie: dubel
Kampanie PPC (ang. Pay Per Click) znane również jako CPC (ang. Cost Per Click) – płatne działania marketingowe mające na celu pozyskanie ruchu dla strony internetowej rozliczane w modelu koszt za kliknięcie, najczęściej w wewnętrznym systemie reklam wyszukiwarki internetowej lub na innych stronach gdzie reklama jest klikalna np. Google Ads.

## Sposób działania
Systemy publikacji reklam operują na banerach graficznych, wideo lub formie tekstowej. W przypadku wyszukiwarek internetowych celem reklamy PPC jest wyświetlenie strony w obszarze wyników płatnych na konkretną frazę kluczową, takie wyniki powinny być odpowiednio oznaczone, aby użytkownik mógł odróżnić wyniki płatne od naturalnych organicznych. Dodatkową możliwością np. w przypadku Google Ads jest wyświetlanie klikalnych banerów graficznych powiązanych z treściami w obrębie innych stron internetowych korzystających z systemu Google AdSense. Te reklamy pojawiają się w miejscu ustalonym przez webmastera strony internetowej. Większość systemów reklamowych umożliwia zdefiniowanie wyświetlania reklam za pomocą wielu czynników bardziej zaawansowanych od zapytania użytego w wyszukiwarce np. fizycznej lokalizacji użytkownika, języka, urządzenia, godziny i daty. Dzięki temu można wyświetlić reklamę np. tym osobom, które poszukują pomocy drogowej w Poznaniu od poniedziałku do piątku w godzinach od 16 do 24.

## Zabezpieczenia
Systemy są odpowiednio muszą być zabezpieczone przez zautomatyzowanymi fałszywymi kliknięciami, które generuje nieuczciwa konkurencja w celu wykorzystania budżetu reklamodawcy.